# NGC 7687
NGC 7687 (другие обозначения — PGC 71635, MCG 0-59-51, ZWG 380.66, NPM1G +03.0621) — линзообразная галактика (S0) в созвездии Рыбы.
Этот объект входит в число перечисленных в оригинальной редакции «Нового общего каталога».